# Albert Andersson (missionär)

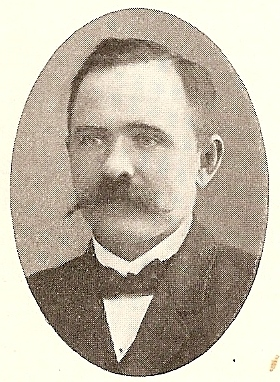
Albert Andersson

Albert Andersson, född 8 februari 1865 i Rasbergs socken, Skaraborgs län, död 11 mars 1915, svensk missionär.
Andersson studerade vid Svenska Missionsförbundets skola i Kristinehamn 1887-88 och tjänstgjorde därefter som predikant i Skövde t. o. m. 1891, då han kallades in för att delta i den s. k. Fransonska missionen. Han avreste till norra Kina den 12 januari 1893 och stannade där till 1898. Vid denna tid ville missionärerna i Östturkestan, vilka dittills främst ägnat sitt arbete åt den muslimska befolkningen, nu även ta sig an de inflyttade kineserna och behövde därför rekrytera någon missionär med erfarenhet av Kina.
Albert Andersson, som nu avgått ur den Fransonska missionen, antog denna kallelse år 1900 och reste med sin familj till Östturkestan. Till följd av det då i Kina pågående boxarupproret blev de emellertid tvungna att stanna i ryska Turkestan ända till november samma år, då de kunde fortsätta till Kaschgar. Albert Andersson ägnade sig där som planerat åt missionsarbete bland kineserna. På grund av sjukdom tvingades han 1911  återvända till Sverige.
Albert Andersson var sedan 1895 gift med Maria Lovisa Mattsson och efterlämnade även en dotter.